# Janne Niinimaa
Temple de la renommée finlandais : 2014
Janne Henrik Niinimaa (né le 22 mai 1975 à Raahe en Finlande) est un joueur professionnel de hockey sur glace.

## Biographie

### Carrière en club
Choisi au 2e tour, à la 36e position du repêchage d'entrée dans la LNH 1993 par les Flyers de Philadelphie, il a aussi joué pour Kärpät Oulu, le Jokerit Helsinki, avec qui il est devenu champion de Finlande en 1994 et 1996, les Oilers d'Edmonton, les Islanders de New York ainsi que les Stars de Dallas et les Canadiens de Montréal.
Janne Niinimaa (avec un choix de repêchage en 2007) a été échangé aux Canadiens de Montréal contre Mike Ribeiro et un choix au repêchage de 2008. Alors qu'il était joueur autonome sans compensation en 2007, il signa avec l'équipe de Davos.
En carrière, il a récolté 318 points (54 buts et 264 passes) en 723 parties en LNH. Niinimaa a participé au 51e Match des étoiles de la Ligue nationale de hockey en 2001 alors que l'Amérique du Nord remportait le match face à l'équipe du « Reste du monde » au Colorado.

### Carrière internationale
Sur le plan international, Niinimaa a remporté en 1995 avec l'équipe de Finlande de hockey sur glace le championnat du monde. Il a également participé aux Jeux olympiques d'hiver de 1998 et 2002.

## Statistiques
| Saison     | Équipe                 | Ligue       |     | Saison régulière | Saison régulière | Saison régulière | Saison régulière | Saison régulière |    | Séries éliminatoires | Séries éliminatoires | Séries éliminatoires | Séries éliminatoires | Séries éliminatoires |
| Saison     | Équipe                 | Ligue       | PJ  | B                | A                | Pts              | Pun              | PJ               | B  | A                    | Pts                  | Pun                  |                      |                      |
| 1993-1994  | Jokerit                | SM-liiga    | 45  | 3                | 8                | 11               | 24               | 12               | 1  | 1                    | 2                    | 4                    |                      |                      |
| 1994-1995  | Jokerit                | SM-liiga    | 42  | 7                | 10               | 17               | 36               | 10               | 1  | 4                    | 5                    | 35                   |                      |                      |
| 1995-1996  | Jokerit                | SM-liiga    | 49  | 5                | 15               | 20               | 79               | 11               | 0  | 2                    | 2                    | 12                   |                      |                      |
| 1996-1997  | Flyers de Philadelphie | LNH         | 77  | 4                | 40               | 44               | 58               | 19               | 1  | 12                   | 13                   | 16                   |                      |                      |
| 1997-1998  | Flyers de Philadelphie | LNH         | 66  | 3                | 31               | 34               | 56               | --               | -- | --                   | --                   | --                   |                      |                      |
| 1997-1998  | Oilers d'Edmonton      | LNH         | 11  | 1                | 8                | 9                | 6                | 11               | 1  | 1                    | 2                    | 12                   |                      |                      |
| 1998-1999  | Oilers d'Edmonton      | LNH         | 81  | 4                | 24               | 28               | 88               | 4                | 0  | 0                    | 0                    | 2                    |                      |                      |
| 1999-2000  | Oilers d'Edmonton      | LNH         | 81  | 8                | 25               | 33               | 89               | 5                | 0  | 2                    | 2                    | 2                    |                      |                      |
| 2000-2001  | Oilers d'Edmonton      | LNH         | 82  | 12               | 34               | 46               | 90               | 6                | 0  | 2                    | 2                    | 6                    |                      |                      |
| 2001-2002  | Oilers d'Edmonton      | LNH         | 81  | 5                | 39               | 44               | 80               | --               | -- | --                   | --                   | --                   |                      |                      |
| 2002-2003  | Oilers d'Edmonton      | LNH         | 63  | 4                | 24               | 28               | 66               | --               | -- | --                   | --                   | --                   |                      |                      |
| 2002-2003  | Islanders de New York  | LNH         | 13  | 1                | 5                | 6                | 14               | 5                | 0  | 1                    | 1                    | 12                   |                      |                      |
| 2003-2004  | Islanders de New York  | LNH         | 82  | 9                | 19               | 28               | 64               | 5                | 1  | 2                    | 3                    | 2                    |                      |                      |
| 2004-2005  | Kärpät Oulu            | SM-liiga    | 26  | 3                | 10               | 13               | 30               | 12               | 0  | 5                    | 5                    | 8                    |                      |                      |
| 2004-2005  | Malmö IF               | Elitserien  | 10  | 0                | 3                | 3                | 34               |                  |    |                      |                      |                      |                      |                      |
| 2005-2006  | Islanders de New York  | LNH         | 41  | 1                | 9                | 10               | 62               | --               | -- | --                   | --                   | --                   |                      |                      |
| 2005-2006  | Stars de Dallas        | LNH         | 22  | 2                | 4                | 6                | 24               | 4                | 0  | 1                    | 1                    | 8                    |                      |                      |
| 2006-2007  | Canadiens de Montréal  | LNH         | 41  | 0                | 3                | 3                | 36               | --               | -- | --                   | --                   | --                   |                      |                      |
| 2007-2008  | HC Davos               | LNA         | 48  | 9                | 28               | 37               | 127              | 9                | 0  | 1                    | 1                    | 20                   |                      |                      |
| 2008-2009  | SC Langnau Tigers      | LNA         | 20  | 8                | 8                | 16               | 20               |                  |    |                      |                      |                      |                      |                      |
| 2009-2010  | HV 71                  | Elitserien  | 43  | 4                | 17               | 21               | 24               | 16               | 0  | 3                    | 3                    | 8                    |                      |                      |
| 2010-2011  | Luleå HF               | Elitserien  | 48  | 9                | 21               | 30               | 44               | 11               | 1  | 5                    | 6                    | 12                   |                      |                      |
| 2011-2012  | Rapperswil-Jona Lakers | LNA         | 20  | 0                | 3                | 3                | 26               | -                | -  | -                    | -                    | -                    |                      |                      |
| 2011-2012  | Kiekko-Laser           | Mestis      | 2   | 1                | 2                | 3                | 6                | -                | -  | -                    | -                    | -                    |                      |                      |
| 2012-2013  | Asplöven HC            | Allsvenskan | 7   | 1                | 3                | 4                | 10               | -                | -  | -                    | -                    | -                    |                      |                      |
| Totaux LNH | Totaux LNH             | Totaux LNH  | 741 | 54               | 265              | 319              | 733              | 54               | 3  | 21                   | 24                   | 60                   |                      |                      |